# سباق باريس روبيه 1901
طواف باريس 1901 هو سباق دراجات هوائية أقيم بتاريخ 7 أبريل، تكون السباق من مرحلة واحدة، وامتدّ لمسافة 280 كم بسرعة 25.861 كم/س، استغرق السباق 10 ساعات و49 دقيقة و36 ثانية.